# Notiphila macrochaeta
Notiphila macrochaeta är en tvåvingeart som beskrevs av Friedrich Hermann Loew 1878. Notiphila macrochaeta ingår i släktet Notiphila och familjen vattenflugor. Inga underarter finns listade i Catalogue of Life.